# Convoi no 50 du 4 mars 1943
Le convoi no 50 du 4 mars 1943 est le premier à partir du camp de Drancy avec pour destination Majdanek. Il est suivi du convoi no 51 parti le surlendemain pour la même destination.

## Composition du convoi
Le Mémorial de la Déportation des Juifs de France de Serge Klarsfeld (Paris 1978, FFDJF), consacre un long développement à ces deux convois. Décidés par les Allemands en représailles après un attentat contre deux officiers allemands. Ils devaient rassembler 2 000 hommes juifs, étrangers, de 16 à 65 ans et aptes au travail en vue de leur déportation.

## Les déportés
Le convoi no 50 a été pour l’essentiel formé d’internés partis du camp de Gurs (Pyrénées-Atlantiques) le 27 février 1943. Ils y avaient été « concentrés » les jours précédents à partir de nombreux autres camps, villes ou départements du sud de la France.
Dans ce convoi on trouve Otto Freundlich, peintre et sculpteur et Moszek Bulka, père de Marcel Bulka et Albert Bulka, deux des Enfants d'Izieu, déportés par le convoi no 71, Albert Bulka étant le plus jeune de la colonie de la Maison d'Izieu, âgé de 4 ans. Son épouse, Roisel Bulka, avait été déportée par le convoi no 31, Max Ament, le père de Hans Ament, un des Enfants d'Izieu, déporté dans le convoi no 75.